# Zetesima
Zetesima is een geslacht van vlinders van de familie sikkelmotten (Oecophoridae), uit de onderfamilie Stenomatinae.

## Soorten
- Z. lasia Walsingham, 1912
- Z. portentosa Busck, 1914
- Z. theobromae Busck, 1920